# راخنی
راخنی (به انگلیسی: Rakhni) یک منطقهٔ مسکونی در پاکستان است که در ناحیه بارخان واقع شده‌است.